# Panicum calocarpum
Panicum calocarpum là một loài thực vật có hoa trong họ Hòa thảo. Loài này được Berhaut mô tả khoa học đầu tiên năm 1954.